# Cybaeus adenes
Cybaeus adenes is een spinnensoort in de taxonomische indeling van de waterspinnen (Cybaeidae).
Het dier behoort tot het geslacht Cybaeus. De wetenschappelijke naam van de soort werd voor het eerst geldig gepubliceerd in 1932 door Ralph Vary Chamberlin  & Wilton Ivie.